# Великолуг Микола Іванович
Микола Великолуг (3 серпня 1935, с. Ковалі, Чорнухинський район, Полтавська область — ?) — український педагог, викладач, ректор Глухівського педагогічного інституту (1980-1985).

## Життєпис
Народився 3 серпня 1935 в с. Ковалі Чорнухинського району Полтавської області в родині вчителя, у постійній зоні окупації большевицької Московії.
1950 закінчив Чорнухинську семирічну школу і продовжив навчання в Лохвицькому педучилищі.
У 1954–1957 проходив військову службу.
Після демобілізації упродовж 5 років навчався на історико-філософському факультеті Київського державного університету.
З 1962 по 1966 працював на посаді асистента кафедри в Полтавському педінституті.
1969 (ймовірно, після закінчення навчання в аспірантурі) захистив кандидатську дисертацію з філософії «Влияние економического сотрудничества наций на укрепление новой исторической общности людей — советский народ».
Упродовж 1969–1974 працював на посаді старшого викладача кафедри наукового комунізму в Полтавському педінституті.
У 1974–1975 очолював кафедру історії та філософії в Полтавському сільськогосподарському інституті.
Наступні два роки знову працював у Полтавському педінституті.
Із 1977 по 1979 перебував у Республіці Куба на посаді радника при Гаванському вищому педагогічному інституті ім. Е. Х. Варони.
Після повернення обіймав посаду доцента Полтавського педінституту.
Із 17 березня 1980 по 16 травня 1985 — ректор Глухівського державного педагогічного інституту.
У серпні 1985 переведений на роботу в Полтавський педінститут.